# Dottie Dodgion
Pour les articles homonymes, voir Dodgion.
Dottie Dodgion, née Dorothy Rosalie Giaimo le 23 septembre 1929 à Brea en Californie, et morte le 17 septembre 2021 à Pacific Grove dans le même État américain, est une batteuse et chanteuse de jazz américaine. 

## Biographie
Elle naît le 23 septembre 1929 à Brea en Californie. Enfant, Giaimo chante dans le groupe dirigé par son père, un batteur. Elle grandit à Bay Area et chante avec Charles Mingus à l'adolescence, puis épouse Monty Budwig. Elle commence à jouer de la batterie alors qu'elle est mariée à Budwig dans les années 1950, mais Budwig essaye de la dissuader de jouer de l'instrument; elle  reçoit des encouragements de Jerry Dodgion, puis divorce de Budwig pour épouser Dodgion. Elle travaille avec Carl Fontana à Las Vegas vers la fin de la décennie, puis s'installe à New York City en 1961. Elle y joue dans l'ensemble de Benny Goodman pendant environ une semaine, puis  travaille avec Marian McPartland, Eddie Gomez, Billy Mitchell, Al Grey, Wild Bill Davison, Al Cohn et Zoot Sims au cours des années 1960. Au début des années 1970, elle travaille avec Ruby Braff et Joe Venuti, puis joue aux côtés de son mari en Allemagne avec Walter Norris et George Mraz. 
Dottie et Jerry Dodgion se séparent plus tard dans les années 1970, et Dottie déménage à Washington D.C. pour un temps, où elle est directrice musicale du club The Rogue and Jar. Après son retour à New York, elle  travaille dans les années 1980 avec Melba Liston, George Wein, Michael Brecker, Randy Brecker, Frank Wess, Jimmie Rowles, Carol Sloane, Pepper Adams, Tommy Flanagan, Roland Hanna, Sal Nistico, Herb Ellis, Chris White, Bob Cranshaw, Joe Newman et Harold Danko. Après son retour à Bay Area en 1984, elle joue régulièrement au Monterey Jazz Festival.